# Fest Noz

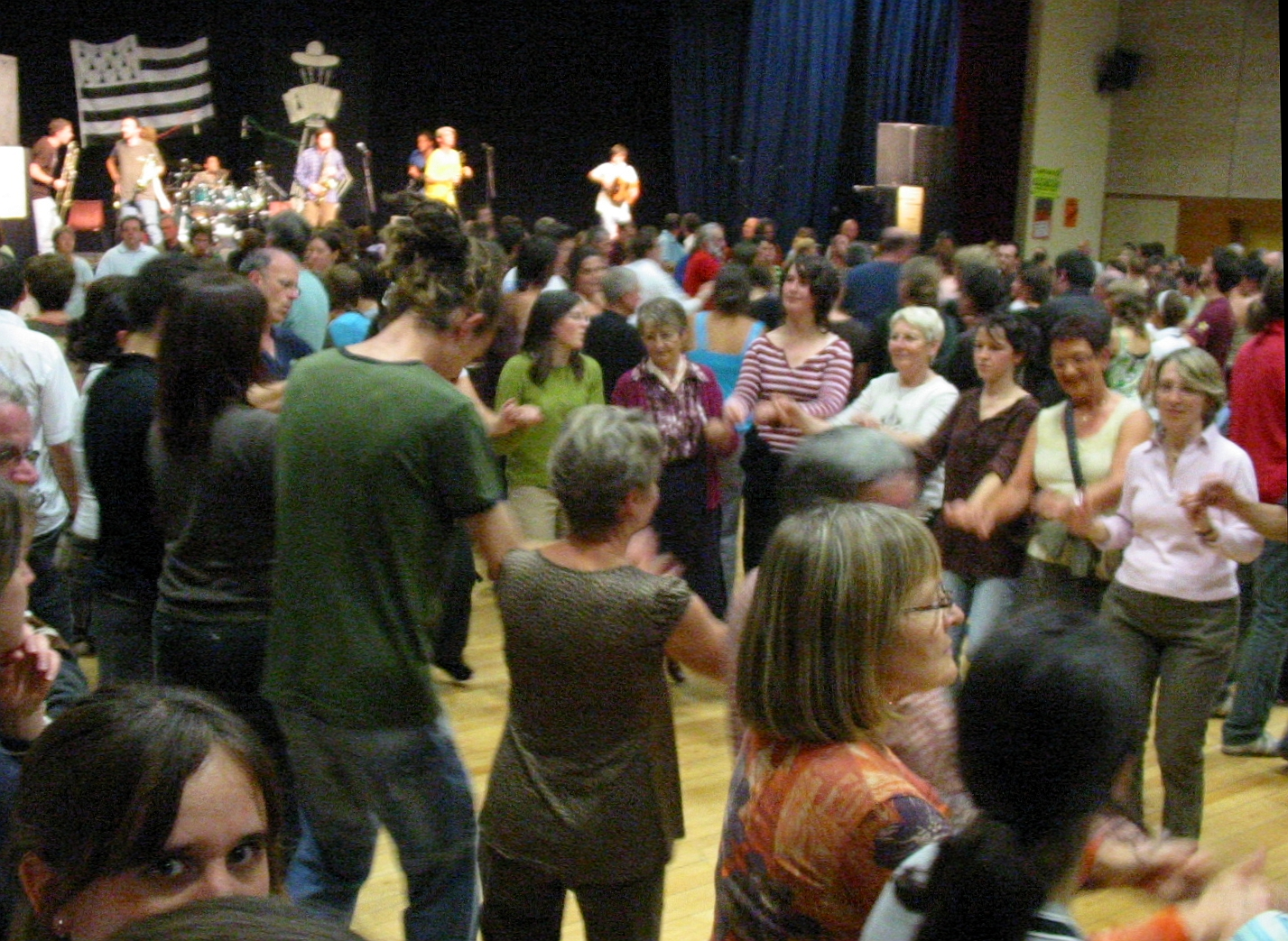
Fest noz v září 2007, součást festivalu Mill Góll v krajích Gallo. V pozadí bretonská vlajka

Fest Noz (bretonsky doslova noční slavnost) je tradiční bretonská veselice sestávající především ze společného tancování bretonských lidových tanců. Další nepominutelné složky jsou živá hudba a mírně alkoholický jablečný nápoj cidre.

## Fest noz
Fest noz (někdy též s pomlčkou jako fest-noz) je taneční zábava v nejstarším smyslu toho slova. Jde tu v první řadě o společné setkávání a sdílení. Jedná se o fenomén, který prostupuje napříč generacemi, a vzhledem k diaspoře Bretonců po celém světě i napříč národy. Fest nozy se pořádají nejen v Bretani a Francii, ale i v Americe, Polsku nebo Čechách. Nejmenší festivaly mohou čítat třicet tanečníků, na největších se jich vystřídají tisíce.
Tančí se převážně kruhové a řetězové tance. Jelikož taneční kultura je v Bretani stále živá, najdeme v repertoáru i tance ovlivněné čtverylkami devatenáctého století a tanci párovými (valčík, polka aj.). 
V roce 2010 byl podán návrh, aby UNESCO zapsalo fest noz po bok argentinského tanga na seznam světového dědictví.

## Tance
Původní festnozový repertoár byl značně rozptýlený, každý kraj pěstoval své specifické tance. V posledních desetiletích se s postupem globalizace samovolně ustavil společný repertoár zhruba dvou tuctů tanců, jež se hrají a tančí nejčastěji. Jedná se o následující kusy: an dro, bourrée, cercle circassien, avant deux des Touches, avant deux de Travers, gavotte Fisel, gavotte des Montagnes, gavotte Pourlet, hanter dro, Kost-ar-c'hoed, laridée 6 temps, laridée 8 temps, laridée-gavotte, mazurka, pilé-menu, plinn, polka, rond de Loudeac, rond de Saint Vincent, scottisch, tour, trikot, valse, valse écosaisse. 
I tak ale na fest nozech v konkrétních krajích Bretaně najdeme v repertoáru regionální odchylky. Obecně můžeme říct, že čím je fest noz menší, tím větší je pravděpodobnost, že se na něm bude tančit něco neobvyklého, nejpestřejší jsou pochopitelně fest nozy spojené s konkrétním tanečním kurzem nebo skupinou.

## Hudba
Nejstarší hudební doprovod k lidovým tancům byl zpěv. V západní Bretani se dodnes udržel kan ha diskan, doslova „zpěv a dozpěv“, tradiční způsob interpretace dlouhých balad v bretonštině, při které si melodii předává dvojice nebo trojice zpěváků. Ve východní Bretani se pěstuje chant à répondre, který využívá francouzštinu nebo místní románský jazyk gallo, často se při tanci doprovázejí zpěvem přímo samotní tanečníci.
Tradiční doprovod tanců obstarávalo duo složené ze dvou nástrojů – bombarde (vývojový mezistupeň mezi šalmají a hobojem) a binioù-kozh (malé dudy s pronikavým vysokým zvukem). Ve východní Bretani se hojně používala i niněra. V průběhu devatenáctého a dvacátého století se postupně prosadila i diatonická harmonika a klarinet, v duu tvoří modernější obdobu tradiční dvojice bombarde-binioù.
Dnešní hudebně-taneční scéna je velice pestrá, kromě zcela tradičních uskupení tu najdeme i skupiny ovlivněné rockem (Tri Yann), new age (Alan Stivell), ska a reggae (IMG), elektronikou (Denez Prigent), punkem (Les Ramoneurs de Menhirs) a podobně.

## Fest noz v Čechách
První větší český fest noz v bretonském duchu proběhl 24. května 2009 na Starém purkrabství pražského Vyšehradu. Od té doby se odehrají zhruba čtyři do roka. Pravidelně aktualizovaný kalendář fest nozů a tanečních kurzů se nachází na portálu balfolkových a bretonských tanců[nedostupný zdroj].
Bretonské a francouzské hudbě k tanci se u nás programově věnují kapely M3, ba.fnu, Treizh, Bran a l'Arrache-coeur. S bretonskými tanci vystupuje soubor Rond Archivováno 9. 5. 2008 na Wayback Machine..